# Stilettormar
Stilettormar eller jordhuggormar (Atractaspididae) är en familj giftiga ormar som innehåller 12 släkten och 62 arter. 

## Kännetecken
Stilettormar har små huvuden och släta fjäll utan spetsiga gropar, små ögon med runda pupiller och ett släkte, jordhuggormar (Atractaspis), har speciella utfällbara främre huggtänder som är unika för familjen. Bara en huggtand används när ormen hugger. Denna sticker ut från sidan av munnen och huggs i sidled och bakåt i bytet eller offret.
Ormarna inom den här familjen är oftast alltför små för att allvarligt kunna förgifta en människa, något som gör att antalet dödsfall efter bett av dessa ormar är lågt. Men stora individer av arten Atractaspis microlepidota och ett par andra liknande arter är potentiellt farliga och dödsfall har orsakats av tre arter.
Det finns inget effektivt motgift och de flesta betten sker på natten när någon snubblar över ormen. De flesta arter är dock förhållandevis lugna, men arterna i släktet jordhuggormar är mycket lättprovocerade och hugger fort och ofta. Ormarna är lätta att förväxla med andra ofarliga ormar. Purpurglanssnokar är väldigt lika Macrelaps microlepidotus utseendemässigt.

## Utbredning
Stilettormar förekommer i Afrika, förutom ett släkte som också finns i Mellanöstern.

## Levnadssätt
De flesta arter lever i skogar och på savanner nära ökenområden, i anslutning till Sahara. De flesta arter gräver ner sig i marken. Några arter lever i lite mer fuktiga låglandsskogar. Födan består av andra under marken levande djur, även andra reptiler.
De flesta familjemedlemmarna lägger 2 till 15 ägg i ett näste som ligger i en termitstack som inte längre används av termiterna eller i fuktig jord, ofta nära förmultnade växtdelar. En art i släktet tusenfotingssnokar föder levande ungar.

## Systematik
Familjen innehåller många släkten som tidigare klassats in i andra familjer, därför har taxonomin inom familjen ofta varit omstridd. Tidigare klassificering av släktet jordhuggormar under familjen huggormar (Viperidae) baserades på släktets uppresbara främre huggtänder, fastän dessa inte såg ut som andra huggormars. Man vet dock nu att detta släktes huggtandsmekanism är helt unik för familjen stilettormar gentemot den riktiga familjen huggormar. Förvirringar inom vissa släkten i familjen kvarstår.

## Status och hot
Ingen art i familjen stilettormar är hotad[källa behövs], men ett par arter har väldigt begränsade områden att leva på. 

## Släkten
- Amblyodipsas
- Tusenfotingssnokar (Aparallactus)
- Jordhuggormar (Atractaspis)
- Brachyophis
- Svartgula jordhuggormar (Chilorhinophis)
- Elapotinus
- Hypoptophis
- Natals svartsnok (Macrelaps)
- Micrelaps
- Poecilopholis
- Polemon
- Xenocalamus